# Атанас Тешовски
 Тази статия е за революционера от ВМОРО.  За участника в Априлското въстание вижте Танчо Шабанов.  
Атанас Шабанов, наречен Тешовски или Тешовалията, е български хайдутин, революционер и войвода на Вътрешната македоно-одринска революционна организация.

## Биография
Атанас Шабанов е роден в 1865 година в село Тешово, Неврокопско. Остава неграмотен. Участва в Кресненско-Разложкото въстание (1878 - 1879). В 1897 година излиза хайдутин в Пирин и участва в четите на войводите Дончо Златков и Кочо Муструка.
През лятото 1899 година в село Горно Броди се среща с Гоце Делчев, който го привлича във ВМОРО и Атанас Шабанов се присъединява към четата на Илия Кърчовалията. От 1901 година е неврокопски околийски войвода. На 7 юни 1903 година съединените чети на войводите Атанас Тешовски, Димитър Кашиналията, Георги Спанчовалията, Христо Танушев и Стоян Филипов, водят сражение с турски армии при връх Голеш (Валовищко). По време на Илинденско-Преображенското въстание през 1903 година Атанас Тешовски и Стоян Филипов прекъсват телеграфните съобщения в Неврокопското поле и между селата Куманич и Долно Броди. На 26 октомври същата година четата на Атанас Тешовски, наброяваща 20 души четници, е нападната от 200 души войска. В сражението загиват 4 въстаници и 20 души от аскера. След въстанието е сред малкото ръководители, които остават в Османската империя.
Загива на 12 май (стар стил) 1905 година между селата Парил и Ловча, когато, връщайки се от Сярско, попада на засада от турски аскер.